# Нателашвили, Шалва
Шалва Амвро́сиевич Нателашвили (груз. შალვა ამბროსის ძე ნათელაშვილი; 17 февраля 1958, село Базалети (по другим данным — в посёлке Пасанаури; ныне — Мцхета-Мтианетского края, Грузинская ССР) — грузинский политический деятель. Лидер оппозиционной Лейбористской партии Грузии (с 1995 года). Экс-кандидат в президенты Грузии (результат — 6,49 % голосов)

## Биография
В 1981 году окончил с отличием юридический факультет Тбилисского государственного университета. Работал следователем, прокурором и начальником отдела международных отношений прокуратуры Грузии. В 1989 году окончил аспирантуру Дипломатической академии МИД СССР.
С 1992—1995 председатель юридического комитета парламента Грузии с 1994—1995 руководитель редакционной-конституционной комиссии в парламенте страны, автор и соавтор основных государственно-правовых законов, таких как законы о гражданстве об иммиграции и эмиграции, о обороне, об оружии, о парламентском регламенте, о парламентских фракциях, о парламентских временных и постоянных комиссиях, о правовом положении иностранцев и лиц без гражданства. По его инициативе Грузия присоединилась пактам о правах человека и основных конвенциях международного права.
В 1992 году был избран депутатом парламента Грузии. С 1995 года руководил парламентскими фракциями «Избиратель» и «Мажоритарий», с 1997 года — фракцией «Лейборист». В 1995 году основал будущую Лейбористскую партию Грузии.
Нателашвили отказался поддержать «революцию роз», в результате которого Эдуард Шеварнадзе потерял власть, а Михаил Саакашвили в январе 2004 года стал президентом Грузии.
В 2005—2008 гг. сделал ряд заявлений, обвиняя президента Грузии Саакашвили и близких к нему людей в организации убийства премьер-министра Грузии Зураба Жвания. По его словам, Жвания был убит из-за «дележа барышей от продажи Грузинского морского пароходства», в ходе которого «произошла ссора, завершившаяся пальбой». Затем огнестрельные ранения на теле премьера «замазали расплавленным парафином», чтобы избежать внешних следов насильственной смерти. Нателашвили также упоминает о том, что Зураб Жвания был убит в присутствии президента Грузии Михаила Саакашвили («говорят, что Саакашвили находился в том помещении, когда застрелили Жвания»).
В 2007 году, к Нателашвили приехали представители немецкой сатирической партии «Партия», в том числе их «лидер» Мартин Зоннеборн, который являлся главным редактором сатирического журнала «Титаник». Нателашвили поверил в то, что «Партия» имеет 30 представителей в немецком парламенте, или же получит сколько же мандатов в следующих выборах. Зоннеборн позже включил этот эпизод в его фильм «Партия», а также написал статью о Грузии в журнале «Шпигель».
8 ноября 2007 года после разгона полицейским спецназом акций оппозиции грузинская прокуратура обвинила Нателашвили в шпионаже в пользу России и заговоре с целью свержения власти, после чего Нателашвили пришлось скрыться. По его словам, власти Грузии готовили его убийство:
Меня хотели убить. 7 ноября, после захвата телекомпании «Имеди», спецназ ворвался ко мне домой, в родительский дом и в офис. Саакашвили лично — никто другой не осмелился бы это сделать — дал приказ ликвидировать Нателашвили и его людей, а трупы бросить близ Цхинвали. Будто мы, «российские агенты», пытались бежать в Россию.
 10 ноября Нателашвили попросил в США политического убежища для членов своей семьи, он также объявил, что собирается баллотироваться на пост президента. Как сказал Нателашвили, после вмешательства США президент Саакашвили через СМИ предложил ему выйти из подполья и принять участие в выборах: «Вот „вождь народа“ Нателашвили сегодня подает свой голос из норы и говорит, позвольте выйти, не ловите. Пусть выходит, не будем ловить». 12 ноября прокуратура сняла свои обвинения.
Нателашвили выдвинул свою кандидатуру на выборах президента Грузии в 2008. По итогам голосования набрал 6,49 % голосов.
В июле 2008 года Нателашвили попросил комиссара Евросоюза по внешней политике и безопасности Хавьера Солану о политическом убежище для своей семьи. По словам Нателашвили, это вызвано тем, что в Грузии «правят спецслужбы и невозможно даже мечтать о демократии».
Является критиком политики Саакашвили, обвиняя власти в фальсификации итогов выборов и других преступлениях.
8 июля 2008 года Европейский суд по правам человека в Страсбурге опубликовал решение по жалобе Лейбористской партии, возглавляемой Нателашвили, в котором признал нарушенным право на участие в выборах.

### Интервью
- Кандидат в президенты Грузии Шалва Нателашвили: «У Саакашвили — улыбка Сатаны» // Известия, 17 декабря 2007